# August Zieliński
August Zieliński (ur. 1861 w Warszawie, zm. 22 września 1908) – polski wykładowca korespondencji i buchalterii w Szkole Kronenberga. Wykładowca i kierownik Wyższych Kursów Handlowych Żeńskich J. Siemiradzkiej i Szkoły Handlowej Zgromadzenia Kupców m. Warszawy. Założyciel Szkoły Głównej Handlowej w Warszawie.

## Życiorys
Urodził się w rodzinie kupieckiej. Ukończył Szkołę Handlową Leopolda Kronenberga i Wyższą Szkołę Handlową w Lipsku. W sferze zawodowej pracował w instytucjach ubezpieczeniowych, a także jako wykładowca w Szkole Kronenberga i w Wyższych Kursach Handlowych Żeńskich J. Siemiradzkiej oraz w Szkole Handlowej Zgromadzenia Kupców. Jest założycielem Towarzystwa Wyższych Kursów Handlowych.
W 1905 roku w wyniku liberalizacji stosunków politycznych w zaborze rosyjskim zainicjował utworzenie wyższej szkoły handlowej. W rezultacie 13 października 1906 roku w budynku przy ul. Smolnej w Warszawie otworzył Prywatne Kursy Handlowe Męskie (obecna Szkoła Główna Handlowa w Warszawie). Ich głównym zadaniem było kształcenie polskiej młodzieży na poziomie wyższym w zakresie ekonomii. Wykładał tam arytmetykę handlową.
W wieku 47 lat zmarł na atak serca. Pochowany na cmentarzu Powązkowskim (kwatera Pod Murem III-16/17/18).

## Upamiętnienie
- Pomnik w formie ławeczki umieszczony w 2018 w Ogrodach Rektorskich na terenie kampusu Szkoły Głównej Handlowej[3].